# Ophiocreas japonicus
Ophiocreas japonicus is een slangster uit de familie Asteroschematidae.
De wetenschappelijke naam van de soort werd in 1907 gepubliceerd door René Koehler.